# Forte Monte Croce
Il Forte Monte Croce è stata una fortezza militare situata a 174 metri s.l.m. ed era posizionato a 327 metri in direzione 213° sud del Forte Monte Guano. Sorgeva ad est dell'odierno cimitero di Coronata a Genova. Il forte era di pianta trapezoidale, alto 7,5 metri, era circondato da un fossato dai 5 ai 7 mteri, superabile con un ponte levatoio. Era in tutto simile al Forte Casale Erselli. Il forte poteva alloggiare 132 uomini. Fu interamente smantellato e demolito nel 1959 a seguito dello sbancamento dell'intera collina degli Erzelli, per fare spazio a nuovi insediamenti industriali di Cornigliano e per ricavare materiale di costruzione per l'Aeroporto di Genova-Sestri.

## Storia
Il forte fu commissionato e costruito dall'ingegnere Giuseppe Celle a seguito delle tensioni con la Francia e all'entrata del Regno d'Italia nella Triplice Alleanza.
Gli obiettivi del forte armato con 4 cannoni da 149 mm, 2 obici da 149 mm, 2 cannoncini da 57 mm a caricamento rapido, erano:
(Colonnello Direttore, Planimetria censimento 1907)
Gli obiettivi delle batterie occasionali, armati con 8 cannoni da 87 mm erano:
(Colonnello Direttore, Planimetria censimento 1907)
Dalla planimetria censimento del 1907 si desume che vi fossero assegnati 132 soldati di artiglieria ai pezzi.
Durante l'ultimo conflitto fu luogo di forti scontri dove morirono più di 50 uomini e fu occupato dai tedeschi.